# Windenergie in Dänemark
Die Windenergie in Dänemark spielt eine sehr bedeutende Rolle bei der Stromerzeugung des Landes: 2023 und 2024 wurden jeweils etwa 56 % des dänischen Strombedarfs mit Windkraftanlagen gedeckt, so dass diese die wichtigste Quelle elektrischer Energie waren. Der Windenergie-Anteil von 56 % ist mit Abstand der höchste in Europa; der zweithöchste Wert ist der von Irland mit 33 %.

## Installierte Leistung und Jahreserzeugung

Windenergie in Dänemark

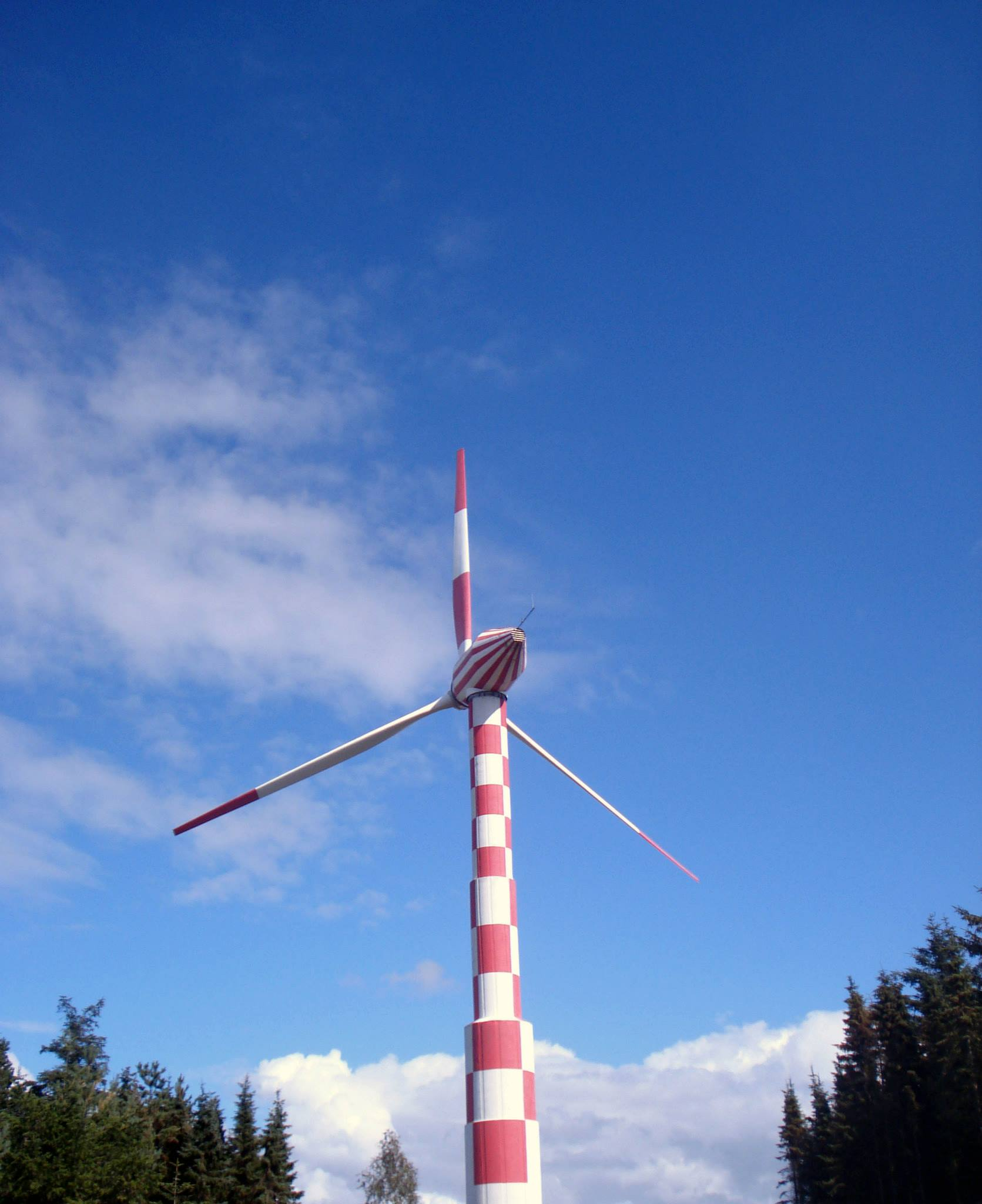
Erste Großwindkraftanlage der Welt, in Tvind.

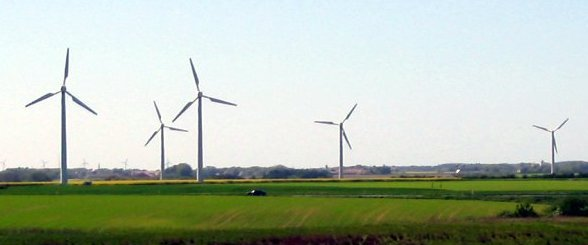
Windkraftanlagen in Vendsyssel, 2004

Laut CIA verfügte Dänemark im Jahr 2020 über eine (geschätzte) installierte Leistung von insgesamt 17,655 GW (alle Kraftwerkstypen); der Stromverbrauch lag bei 33,081 Mrd. kWh. Die installierte Leistung der Windkraftanlagen (WKA) stieg von 2489 MW im Jahr 2001 auf 7014 MW im Jahr 2021; die Jahreserzeugung stieg von 4,3 TWh im Jahr 2001 auf 16 TWh im Jahr 2021.
| Jahr | Inst. Leistung (MW) | Erzeugung (TWh) |
| ---- | ------------------- | --------------- |
| 2001 | 2489                | 4,3             |
| 2002 | 2889                | 4,9             |
| 2003 | 3115                | 5,6             |
| 2004 | 3123                | 6,6             |
| 2005 | 3127                | 6,6             |

| Jahr | Inst. Leistung (MW) | Erzeugung (TWh) |
| ---- | ------------------- | --------------- |
| 2006 | 3136                | 6,1             |
| 2007 | 3124                | 7,2             |
| 2008 | 3158                | 6,9             |
| 2009 | 3468                | 6,7             |
| 2010 | 3801                | 7,8             |

| Jahr | Inst. Leistung (MW) | Erzeugung (TWh) |
| ---- | ------------------- | --------------- |
| 2011 | 3956                | 9,8             |
| 2012 | 4161                | 10              |
| 2013 | 4807                | 11              |
| 2014 | 4883                | 13              |
| 2015 | 5064                | 14              |

| Jahr | Inst. Leistung (MW) | Erzeugung (TWh) |
| ---- | ------------------- | --------------- |
| 2016 | 5227                | 12,78           |
| 2017 | 5476                | 14,78           |
| 2018 | 5751                | 13,90           |
| 2019 | 6128                | 16,15           |
| 2020 | 6180                | 16,33           |

| Jahr | Inst. Leistung (MW) | Erzeugung (TWh) |
| ---- | ------------------- | --------------- |
| 2021 | 7014                | 16,05           |
| 2022 | 7282                | 19,02           |
| 2023 | 7562                | 19,54           |
| 2024 | 7612                |                 |

2022 waren 4.974 MW (68,3 %) der Windenergieleistung an Land installiert, 2.308 MW (31,7 %) offshore.
Anteil der von Windenkraftwerken gelieferten Energie am Bedarf an elektrischer Energie in Dänemark
| Jahr | Anteil onshore | Anteil offshore | Anteil Wind | Quelle |
| ---- | -------------- | --------------- | ----------- | ------ |
| 2010 |                |                 | 24 %        | [ 12 ] |
| 2017 |                |                 | 43 %        | [ 13 ] |
| 2018 |                |                 | 41 %        | [ 14 ] |
| 2019 |                |                 | 48 %        | [ 15 ] |
| 2020 | 30 %           | 19 %            | 48 %        | [ 16 ] |
| 2021 | 24 %           | 19 %            | 44 %        | [ 17 ] |
| 2022 | 31 %           | 25 %            | 55 %        | [ 11 ] |
| 2023 | 32 %           | 24 %            | 56 %        | [ 1 ]  |
| 2024 | 29 %           | 26 %            | 56 %        | [ 2 ]  |

## Liste von Windkraftanlagen

### Offshore
Die Liste ist nach Gewässern geordnet. Innerhalb der einzelnen Kategorien sind die Windparks zunächst in betriebene, in Bau befindliche und geplante Windparks gegliedert. Anschließend sind die Windparks nach ihrem (geplanten) Fertigstellungsdatum und danach alphabetisch geordnet. Anlagen, die mit einem * gekennzeichnet sind, befinden sich in unmittelbarer Nähe zur Küste und werden daher auch near-shore-Anlagen genannt.
| Name                                          | Leistung (MW) | Windkraftanlagentyp (Leistung, Rotordurchmesser)                                                             | Anzahl WKAs | Koordinaten                                           | Status             | Inbetriebnahme (Jahr) | Quellen, Anmerkungen                                                                         |
| --------------------------------------------- | ------------- | --- | ----------- | ----------------------------------------------------- | ------------------ | --------------------- | -------------------------------------------------------------------------------------------- |
| Nordsee                                       |               | |             |                                                       |                    |                       |                                                                                              |
| Horns Rev (Phase 1)                           | 160           | Vestas V80-2.0 (2,0 MW, 80,0 m)                                                                              | 80          | 55° 31′ 47″ N, 7° 54′ 22″ O                           | in Betrieb         | 2002                  |                                                                                              |
| Rønland *                                     | 17            | 4 × Vestas V80-2.0 (2,0 MW, 80,0 m) 4 × Bonus B82/2300 (2,3 MW, 82,0 m)                                      | 8           | 56° 39′ 43″ N, 8° 13′ 12″ O                           | in Betrieb         | 2003                  |                                                                                              |
| Horns Rev (Phase 2)                           | 209           | Siemens SWT-2.3-93 (2,3 MW, 93,0 m)                                                                          | 91          | 55° 36′ 0″ N, 7° 34′ 55″ O                            | in Betrieb         | 2009                  |                                                                                              |
| Nissum Bredning *                             | 28            | Siemens SWT-7.0-154 (7,0 MW, 154,0 m)                                                                        | 4           | 56° 40′ 8″ N, 8° 14′ 42″ O                            | in Betrieb         | 2018                  |                                                                                              |
| Horns Rev (Phase 3)                           | 406,7         | MHI Vestas V164-8.0 MW (8,3 MW, 164,0 m)                                                                     | 49          | 55° 42′ 7″ N, 7° 41′ 20″ O                            | in Betrieb         | 2019                  |                                                                                              |
| Vesterhav * (Nord und Süd)                    | 344,4         | Siemens Gamesa SG 8.0-167 DD (8,4 MW, 167,0 m)                                                               | 41          | 56° 37′ 19″ N, 8° 3′ 14″ O                            | in Betrieb         | 2024                  |                                                                                              |
| Thor                                          | 1008          | Siemens Gamesa SG 14-236 DD (14,0 MW, 236,0 m)                                                               | 72          | 56° 21′ 29″ N, 7° 41′ 6″ O                            | in Bauvorbereitung | (2027)                | 10. August 2023: endgültige Investitionsentscheidung getroffen                               |
| Ostsee mit Öresund, Großem Belt und Kattegatt |               | |             |                                                       |                    |                       |                                                                                              |
| Vindeby *                                     | 5             | Bonus B35/450 (450 kW, 35,0 m)                                                                               | 11          | 54° 58′ 12″ N, 11° 7′ 48″ O                           | außer Betrieb      | 1991                  | nach 25 Jahren Betrieb 2017 zurückgebaut                                                     |
| Tunø Knob *                                   | 5             | Vestas V39-500 (500 kW, 39,0 m)                                                                              | 10          | 55° 58′ 5″ N, 10° 21′ 18″ O                           | in Betrieb         | 1995                  |                                                                                              |
| Middelgrunden *                               | 40            | Bonus B76/2000 (2,0 MW, 76,0 m)                                                                              | 20          | 55° 41′ 28″ N, 12° 40′ 8″ O                           | in Betrieb         | 2001                  |                                                                                              |
| Frederikshavn *                               | 7,6           | 1 × Vestas V90-3.0 (3,0 MW, 90,0 m) 1 × Bonus B82/2300 (2,3 MW, 82,4 m) 1 × Nordex N90/2300 (2,3 MW, 90,0 m) | 3           | 57° 26′ 35″ N, 10° 33′ 43″ O                          | in Betrieb         | 2002                  |                                                                                              |
| Nysted (Rødsand) (Phase 1)                    | 166           | Siemens SWT-2.3-82 (2,3 MW, 82,0 m)                                                                          | 72          | 54° 32′ 56″ N, 11° 42′ 50″ O                          | in Betrieb         | 2003                  |                                                                                              |
| Samsø *                                       | 23            | Siemens SWT-2.3-82 (2,3 MW, 82,0 m)                                                                          | 10          | 55° 43′ 12″ N, 10° 34′ 59″ O                          | in Betrieb         | 2003                  |                                                                                              |
| Avedøre Holme *                               | 10,8          | Siemens SWT-3.6-120 (3,6 MW, 120,0 m)                                                                        | 3           | 55° 36′ 7″ N, 12° 27′ 40″ O                           | in Betrieb         | 2009                  |                                                                                              |
| Sprogø                                        | 21            | Vestas V90-3.0 (3,0 MW, 90,0 m)                                                                              | 7           | 55° 20′ 35″ N, 10° 57′ 29″ O                          | in Betrieb         | 2009                  |                                                                                              |
| Nysted (Rødsand) (Phase 2)                    | 207           | Siemens SWT-2.3-93 (2,3 MW, 93,0 m)                                                                          | 90          | 54° 33′ 18″ N, 11° 32′ 53″ O                          | in Betrieb         | 2010                  |                                                                                              |
| Anholt                                        | 400           | Siemens SWT-3.6-120 (3,6 MW, 120,0 m)                                                                        | 111         | 56° 36′ 11″ N, 11° 12′ 32″ O                          | in Betrieb         | 2013                  |                                                                                              |
| Kriegers Flak                                 | 604,8         | Siemens Gamesa SG 8.0-167 DD (8,4 MW, 167,0 m)                                                               | 72          | 55° 1′ 34″ N, 12° 56′ 20″ O                           | in Betrieb         | 2021                  | [ 21 ]                                                                                       |
| Frederikshavn * (Demonstrator)                | 45            | Vestas V236-15.0 MW (15,0 MW, 236,0 m)                                                                       | 3           | 57° 27′ 25″ N, 10° 38′ 35″ O                          | in Bauvorbereitung | (2024)                | [ 22 ]                                                                                       |
| In Planung (Dänemark kpl.)                    |               | |             |                                                       |                    |                       |                                                                                              |
| „Energie-Insel“                               | 3.000         | (TBD) (10 GW im Endausbau)                                                                                   | 200         | neu zu errichtende Insel, ca. 80 km nördlich Jütlands | zurückgestellt     | (TBD)                 | Ein Teil der Energie soll direkt in Wasserstoff umgewandelt werden (Power-to-X-Technologie). |